# La Union Airport
La Union Airport of Gregorio Luperon International Airport, is de voornaamste luchthaven in het noorden van de Dominicaanse Republiek op het eiland Hispaniola. Het ligt aan de kust van de provincie Puerto Plata. tussen de steden Puerto Plata en Sosúa.
De luchthaven is in 1971 gebouwd voor het toerisme in de noordregio, met een capaciteit van 1200 passagiers per uur. Het wordt ook gebruikt voor militaire doeleinden.

## Incidenten
Op en dicht bij de luchthaven hebben zes luchtvaartincidenten plaatsgevonden.

### Tijdens de aankomst
- 01-jan-1998	Boeing 757-21K,	 	Op Puerto Plata
- 15-nov-1992	Ilyushin 18D,  	 	Dicht bij Puerto Plata
- 07-jun-1991	Douglas DC-3-201D, 	Dicht bij Puerto Plata

### Tijdens het vertrek
- 17-mei-2010	Beechcraft 200
- 06-feb-1996	Boeing 757-225, Birgenair vlucht 301
- 16-dec-1981	Boeing 707-124